# Воблер
Воблер в риболова се нарича вид изкуствена примамка, която най-често имитира рибка. В зависимост от големината воблера може да е оборудван с една, две или три тройни куки. Използва се в спининг риболова, както и на влачене (тролинг) от лодка за всякаква хищна риба. Характерна особеност на воблера е наличието на пластинка („лопатка“) в предната част на тялото му, която характеризира начина му на движение във водата. Изработва се от дърво или специални композитни смеси с относително тегло равно или по-малко от това на водата.

## История
Смята се че съвременния воблер е създаден в края на 19 век от американския пчелар Джеймс Хедон, живял на езерото Мичиган (САЩ). Според легенда един ден докато си почивал дялкал клонче. Тръгвайки си към вкъщи, хвърлил издялканото във водата, където то почти веднага било атакувано от големоуст костур. Силно заинтригуван Джеймс започнал да експериментира и така създал първия воблер. Нарекал го Lucky 13, като негови модификации се произвеждат и до днес.

## Видове
Според плаваемостта:
- плуващи – с тегло относително по-леко от водата. Използват се най-вече при риболов в реки със средно бавно до бързо течение на „изтичане“.
- потъващи – с тегло относително по-тежко от водата. Използват се в дълбоки реки с бавно течение или затворени водоеми.
- неутрални – с тегло относително равно на водата (приблизително). Използват се в дълбоки реки с бавно течение или затворени водоеми. При спиране на воденето воблера „увисва“ на дълбочината, на която се е намирал.

Според газенето:
- плиткогазещи – от 0.2 до 2 м.
- дълбоко газещи – от 2 до 6 м.

Според имитацията:
- В повечето случаи воблера е имитация на рибка, но има и такива имитиращи насекоми и жабки. В зависимост от търсената риба във водоема се избира и конкретната имитация – на уклей, каракуда, скакалец...
- Има и воблери във формата на капка, т. нар. бомбърки, като при тях се разчита на силните вибрации породени при воденето.
- Особен вид воблери са попърите. Те са плуващи и лопатката е заменена с конусовидна вдлъбнатитна в предната част на воблера.